# Coenonympha thimoites
Coenonympha thimoites är en fjärilsart som beskrevs av Hans Fruhstorfer 1910. Coenonympha thimoites ingår i släktet Coenonympha och familjen praktfjärilar. Inga underarter finns listade i Catalogue of Life.